# Yecla de Yeltes
Yecla de Yeltes es un municipio y localidad española de la provincia de Salamanca, en la comunidad autónoma de Castilla y León. Se integra dentro de la comarca de Vitigudino y la subcomarca de la Tierra de Vitigudino. Pertenece al partido judicial de Vitigudino.
Su término municipal está formado por las localidades de Yecla de Yeltes y Gema, ocupa una superficie total de 57,19 km² y según los datos demográficos recogidos en el padrón municipal elaborado por el INE en el año 2024, cuenta con 222 habitantes.

## Geografía
Yecla de Yeltes limita al norte con el municipio de Guadramiro, al noreste con el municipio de Vitigudino, al este con el municipio de Moronta, al sur con el municipio de Villavieja, al suroeste con el río Yeltes con el municipio de Bogajo, y al noroeste con el municipio de Cerralbo y con la pedanía de Gema. En su término municipal se encuentra el castro de origen vetón de Yecla la Vieja.

### Clima
| Parámetros climáticos promedio de pluviometría media mensual (mm) en Yecla de Yeltes | Parámetros climáticos promedio de pluviometría media mensual (mm) en Yecla de Yeltes | Parámetros climáticos promedio de pluviometría media mensual (mm) en Yecla de Yeltes | Parámetros climáticos promedio de pluviometría media mensual (mm) en Yecla de Yeltes | Parámetros climáticos promedio de pluviometría media mensual (mm) en Yecla de Yeltes | Parámetros climáticos promedio de pluviometría media mensual (mm) en Yecla de Yeltes | Parámetros climáticos promedio de pluviometría media mensual (mm) en Yecla de Yeltes | Parámetros climáticos promedio de pluviometría media mensual (mm) en Yecla de Yeltes | Parámetros climáticos promedio de pluviometría media mensual (mm) en Yecla de Yeltes | Parámetros climáticos promedio de pluviometría media mensual (mm) en Yecla de Yeltes | Parámetros climáticos promedio de pluviometría media mensual (mm) en Yecla de Yeltes | Parámetros climáticos promedio de pluviometría media mensual (mm) en Yecla de Yeltes | Parámetros climáticos promedio de pluviometría media mensual (mm) en Yecla de Yeltes | Parámetros climáticos promedio de pluviometría media mensual (mm) en Yecla de Yeltes |
| Mes                                                                                  | Ene.                                                                                 | Feb.                                                                                 | Mar.                                                                                 | Abr.                                                                                 | May.                                                                                 | Jun.                                                                                 | Jul.                                                                                 | Ago.                                                                                 | Sep.                                                                                 | Oct.                                                                                 | Nov.                                                                                 | Dic.                                                                                 | Anual                                                                                |
| ------------------------------------------------------------------------------------ | ------------------------------------------------------------------------------------ | ------------------------------------------------------------------------------------ | ------------------------------------------------------------------------------------ | ------------------------------------------------------------------------------------ | ------------------------------------------------------------------------------------ | ------------------------------------------------------------------------------------ | ------------------------------------------------------------------------------------ | ------------------------------------------------------------------------------------ | ------------------------------------------------------------------------------------ | ------------------------------------------------------------------------------------ | ------------------------------------------------------------------------------------ | ------------------------------------------------------------------------------------ | ------------------------------------------------------------------------------------ |
| Precipitación total (mm)                                                             | 73.70                                                                                | 61.30                                                                                | 39.90                                                                                | 64.70                                                                                | 67.10                                                                                | 35.70                                                                                | 20.00                                                                                | 17.60                                                                                | 42.90                                                                                | 75.20                                                                                | 76.30                                                                                | 80.60                                                                                | 654.90                                                                               |
| Fuente: Ministerio de Agricultura, Alimentación y Medio Ambiente.                    |                                                                                      |                                                                                      |                                                                                      |                                                                                      |                                                                                      |                                                                                      |                                                                                      |                                                                                      |                                                                                      |                                                                                      |                                                                                      |                                                                                      |                                                                                      |

### Accesos
La localidad de Yecla de Yeltes dispone de los siguientes accesos por carretera:
- Desde Vitigudino, por la carretera DSA-460, siendo este el principal acceso.

- Desde Pozos de Hinojo, por la carretera DSA-441.

- Desde Villavieja de Yeltes, por la carretera DSA-450.

- Desde Guadramiro, por la carretera DSA-453.

- Desde Bogajo, por la carretera DSA-460.

Así mismo también se comunica con su pedanía Gema por una carretera local.

## Símbolos

### Escudo
El escudo heráldico que representa al municipio fue aprobado el 3 de marzo de 2006 con el siguiente blasón:

«Escudo heráldico. Primero: escena de caza grabada en uno de los sillares del castro de Yecla de Yeltes. Segundo: castro prerromano de la localidad. Tercero: Puente «Siete Ojos» sobre el río Yeltes»
Boletín Oficial de Castilla y León nº 71 de 10 de abril 2006

### Bandera
La bandera municipal fue aprobada también el 3 de marzo de 2006 con la siguiente descripción textual:

«Bandera rectangular de proporciones 2:3, azul celeste cargada del escudo heráldico de Yecla de Yeltes»
Boletín Oficial de Castilla y León nº 71 de 10 de abril 2006

## Historia
El municipio de Yecla de Yeltes ha estado habitado desde la Edad del Hierro, como así lo atestigua el castro celta que posee, que conserva todo su perímetro de muralla, el campo de piedras hincadas y tres puertas, siendo uno de los mejores ejemplos de la arquitectura y modo de vida del pueblo celta de los vettones que se conservan en la actualidad. Posteriormente está atestiguada la presencia romana y visigoda en el mismo.
La actual localidad, 1 km al norte del castro, data de la Edad Media, teniendo su origen en las repoblaciones efectuadas por los monarcas del Reino de León, que otorgaron la gestión de Yecla dentro de dicho reino como señorío solariego y jurisdiccional a la archidiócesis de Santiago de Compostela, a la que perteneció controlada de manera directa hasta el siglo XV, cuando pasó a integrarse en la diócesis de Salamanca (que por otra parte era sufragánea de Santiago y así lo fue hasta el siglo 1851).
Previamente, Yecla había llegado a pertenecer a la diócesis de Zamora, habiéndose dado un litigio entre ésta y la de Salamanca por la posesión de las localidades de Barruecopardo, Encinasola, Yecla y Saldeana, que se solucionó en el año 1185 con el paso de dichas localidades a la diócesis de Salamanca, si bien Yecla pasó a conformar, casi a renglón seguido, un señorío dependiente de la archidiócesis de Santiago, permaneciendo como tal hasta el siglo XV.
Como curiosidad, hay que indicar que en el primer documento medieval en que aparece mencionada, la regesta del rey de León, Fernando II, en el siglo XII, era denominada «Ecla», apareciendo en documentos posteriores denominada «Ecra» (a finales del siglo XIII) y «Yecla», nombre este último con que lleva denominándose esta localidad desde hace, por lo menos, cinco siglos.
Con la división territorial de España de 1833 en la que se crean las actuales provincias, Yecla queda encuadrada dentro de la Región Leonesa, formada por las provincias de León, Zamora y Salamanca, de carácter meramente clasificatorio, sin operatividad administrativa, que a grandes rasgos vendría a recoger la antigua demarcación del Reino de León (sin Galicia ni Asturias).

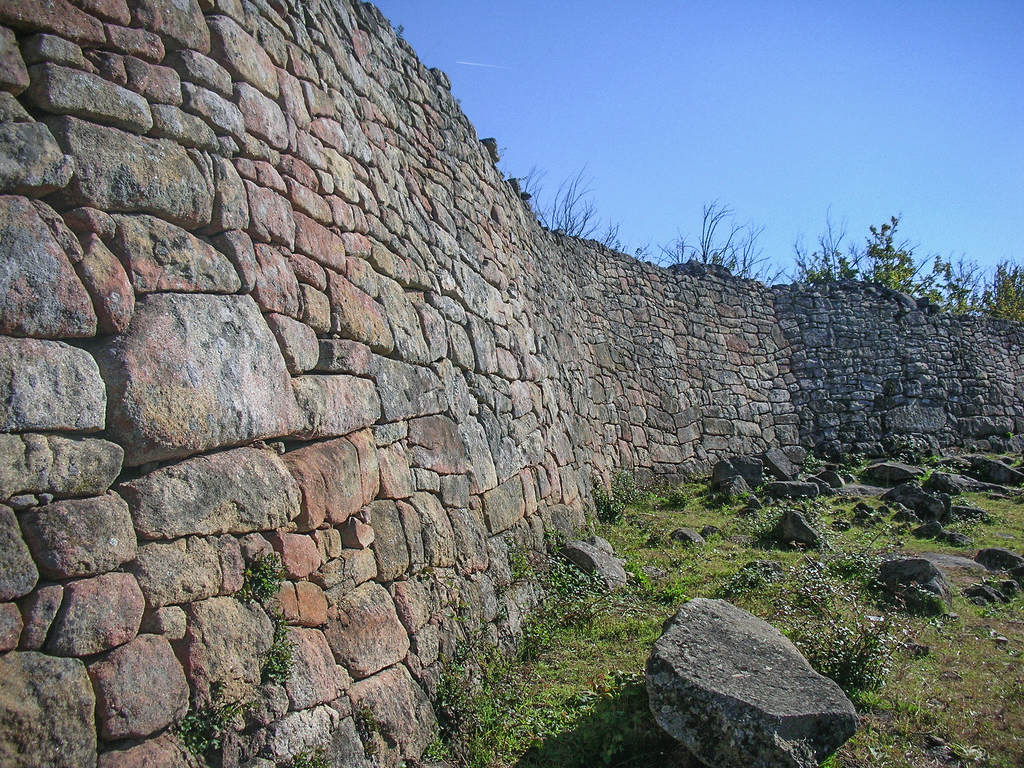
Muralla del Castro de Yecla la Vieja

El 2 de julio de 1916, la localidad cambió su denominación oficial de Yecla por la de Yecla de Yeltes.
En los años cuarenta y cincuenta del siglo XX tuvo actividad en el municipio una planta para la obtención de arsénico, actualmente abandonada.

## Demografía
Yecla de Yeltes cuenta con una población de 222 habitantes (INE 2024).
| Gráfica de evolución demográfica de Yecla de Yeltes entre 1842 y 2021 |
| |
| Población de derecho según los censos de población del INE Población de hecho según los censos de población del INEEn estos censos se denominaba Yecla: 1842, 1857, 1860, 1877, 1887 y 1897 |

Según el Instituto Nacional de Estadística, Yecla tenía, a 1 de enero de 2019, una población total de 235 habitantes, de los cuales 124 eran hombres y 111 mujeres. Respecto al año 2000, el censo refleja 357 habitantes, de los cuales 176 eran hombres y 181 mujeres. Por lo tanto, la pérdida de población en el municipio para el periodo 2000-2018 ha sido de 122 habitantes, un 34% de descenso.
El municipio se divide en dos núcleos de población. De los 235 habitantes que poseía el municipio en 2018, Yecla contaba 225, de los cuales 119 eran hombres y 106 mujeres, y Gema con 10, de los cuales 5 eran hombres y 5 mujeres.

## Monumentos y lugares de interés
- Iglesia parroquial de San Sebastián
- Ermita de Nuestra Señora del Castillo (en el castro)
- Ermita de Santiago Apóstol
- Castro de Yecla la Vieja

## Administración y política

### Gobierno municipal
| Partido político                                    | 2023  | 2023  | 2023       | 2019  | 2019  | 2019       | 2015  | 2015  | 2015       | 2011  | 2011  | 2011       | 2007  | 2007  | 2007       | 2003  | 2003  | 2003       |
| Partido político                                    | %     | Votos | Concejales | %     | Votos | Concejales | %     | Votos | Concejales | %     | Votos | Concejales | %     | Votos | Concejales | %     | Votos | Concejales |
| Partido Popular (PP)                                | 58,00 | 87    | 4          | 27,53 | 49    | 0          | 68,92 | 153   | 5          | 77,99 | 163   | 6          | 58,36 | 157   | 4          | 23,71 | 69    | 1          |
| Partido Socialista Obrero Español (PSOE)            | 29,33 | 44    | 1          | 32,02 | 57    | 1          | 27,03 | 60    | 2          | 16,75 | 35    | 1          | 0,74  | 2     | 0          | 0,69  | 2     | 0          |
| Salamanca Sí (SÍ)                                   | 2,17  | 3     | 0          | —     | —     | —          | —     | —     | —          | —     | —     | —          | —     | —     | —          | —     | —     | —          |
| Ciudadanos (Cs)                                     | —     | —     | —          | 50,56 | 90    | 4          | —     | —     | —          | —     | —     | —          | —     | —     | —          | —     | —     | —          |
| Candidatura Independiente de Yecla de Yeltes (CIYY) | —     | —     | —          | —     | —     | —          | —     | —     | —          | —     | —     | —          | 40,52 | 109   | 3          | 75,26 | 209   | 6          |

#### Evolución de la deuda viva
El concepto de deuda viva contempla solo las deudas con cajas y bancos relativas a créditos financieros, valores de renta fija y préstamos o créditos transferidos a terceros, excluyéndose, por tanto, la deuda comercial.
Entre los años 2008 a 2014 este ayuntamiento no ha tenido deuda viva.

### Elecciones autonómicas
| Partido político                              | 2019  | 2019 | 2015  | 2015  | 2011  | 2011 | 2007  | 2007 | 2003  | 2003 | 1999  | 1999 | 1991  | 1991 | 1987  | 1987 | 1983  | 1983 |
| Partido político                              | Votos | %    | Votos | %     | Votos | %    | Votos | %    | Votos | %    | Votos | %    | Votos | %    | Votos | %    | Votos | %    |
| Partido Popular (PP)                          | —     | —    | 119   | 54,84 | —     | —    | —     | —    | —     | —    | —     | —    | —     | —    | —     | —    | —     | —    |
| Partido Socialista Obrero Español (PSOE)      | —     | —    | 57    | 26,27 | —     | —    | —     | —    | —     | —    | —     | —    | —     | —    | —     | —    | —     | —    |
| Ciudadanos (Cs)                               | —     | —    | 14    | 6,45  | —     | —    | —     | —    | —     | —    | —     | —    | —     | —    | —     | —    | —     | —    |
| Podemos                                       | —     | —    | 10    | 4,61  | —     | —    | —     | —    | —     | —    | —     | —    | —     | —    | —     | —    | —     | —    |
| Izquierda Unida-Equo (IU-EQUO)                | —     | —    | 4     | 1,84  | —     | —    | —     | —    | —     | —    | —     | —    | —     | —    | —     | —    | —     | —    |
| Vox                                           | —     | —    | 4     | 1,84  | —     | —    | —     | —    | —     | —    | —     | —    | —     | —    | —     | —    | —     | —    |
| Partido Regionalista del País Leonés (PREPAL) | —     | —    | 1     | 0,46  | —     | —    | —     | —    | —     | —    | —     | —    | —     | —    | —     | —    | —     | —    |